# Bezirk Bielitz

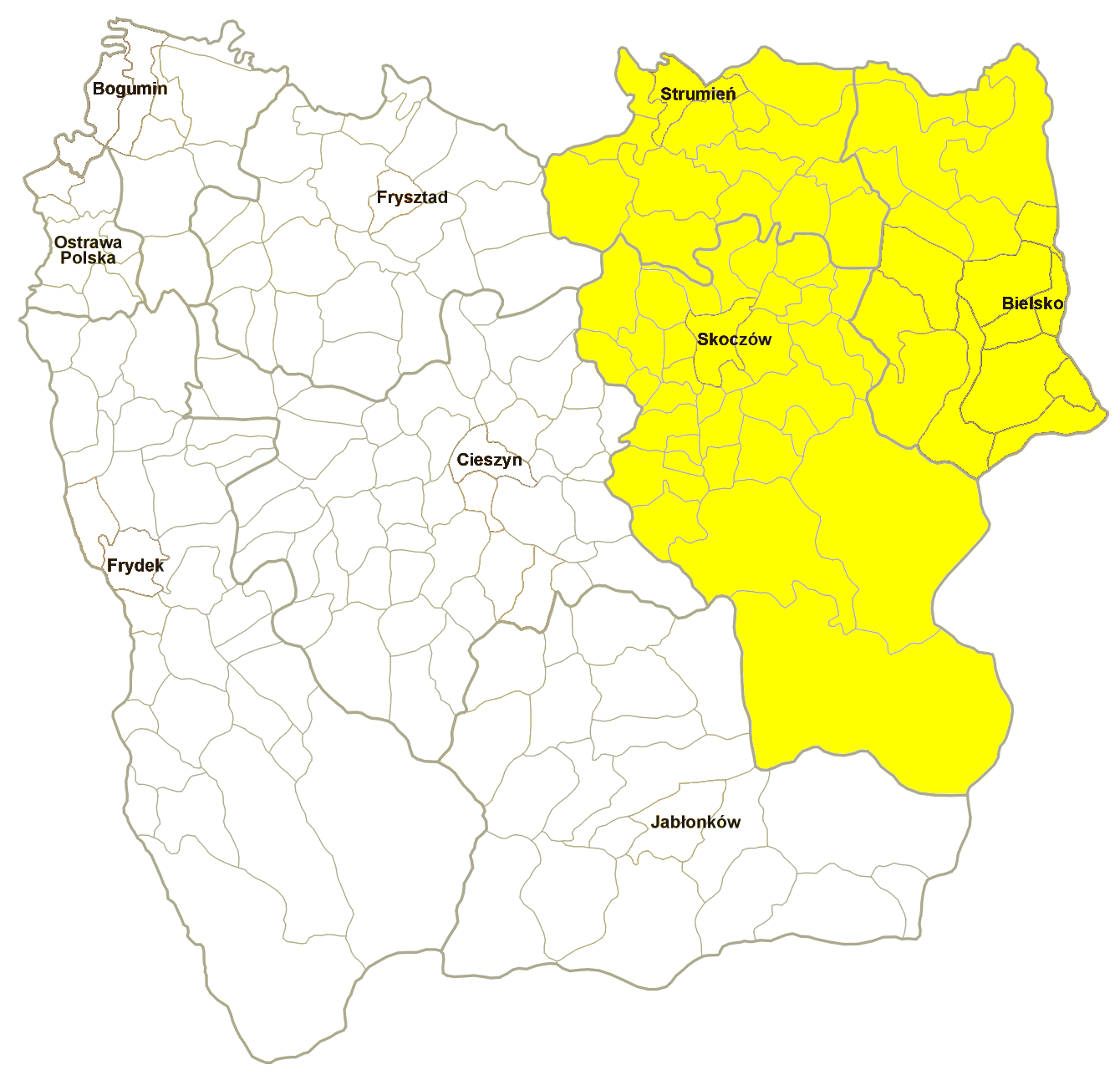
Powiat Bielsko w 1910 roku we wschodniej części Śląska Austriackiego (Śląsk Cieszyński)

Powiat polityczny Bielsko (niem. Politischer Bezirk Bielitz) – dawny powiat (Bezirk) Cesarstwa Austrii (a od 1867 Austro-Węgier), istniejący w latach 1850–1855 i 1868-1918 na terenie przedlitawskiej prowincji Śląsk Austriacki.
Wiosna Ludów w Cesarstwie Austriackim pociągnęła za sobą liczne przemiany społeczne, prawne, jak również administracyjne. Pod koniec grudnia 1849 usamodzielnił się Śląsk Austriacki jako kraj koronny. Podzielono go następnie na siedem powiatów politycznych, w tym z siedzibą w Bielsku. Powiaty polityczne podzielono na mniejsze powiaty sądowe. Powiat bielski podzielono w ten sposób na bielski, skoczowski i strumieński. W okresie rządów Aleksandra Bacha w 1855 zlikwidowano powiaty polityczne, a w ich miejsce ustanowiono Urzędy Powiatowe (niem. Bezirkamt) pokrywające się terytorialnie z powiatami sądowymi. W 1863 wydano ważną dla samorządów śląską krajową ustawę gminną, nie dotyczyła ona jednak samego Bielska, które zostało później wydzielone z powiatu (powiaty polityczne reaktywowano w 1868) jako miasto statutarne (nadal jednak pozostawało siedzibą powiatu). Od 1868 roku powiat bielski nie ulegał już znaczącym zmianom terytorialnym do 1920 roku. Liczył 758 km² i 67 gmin.
Według spisów ludności przeprowadzonych w latach 1880, 1890, 1900 i 1910 powiat polityczny Bielsko liczył:
| Rok  | Mieszkańców | Polskojęzyczni | Niemieckojęzyczni | Czeskojęzyczni | Rzymscy katolicy | Ewangelicy    | Żydzi       |
| ---- | ----------- | -------------- | ----------------- | -------------- | ---------------- | ------------- | ----------- |
| 1880 | 67363       | 55813 (83,5%)  | 10753 (16,1%)     | 268 (0,4%)     |                  |               |             |
| 1890 | 71339       | 58692 (83,1%)  | 11678 (16,5%)     | 261 (0,4%)     | 43354 (60,8%)    | 26664 (37,4%) | 1320 (1,8%) |
| 1900 | 75593       | 60434 (81%)    | 13777 (18,5%)     | 406 (0,5%)     | 46512 (61,5%)    | 27580 (36,5%) | 1470 (2%)   |
| 1910 | 82835       | 63580 (77,7%)  | 17631 (21,5%)     | 663 (0,8%)     | 52456 (63,3%)    | 28760 (34,7%) | 1533 (1,9%) |

Po upadku Austro-Węgier obszar powiatu był spornym pomiędzy II Rzecząpospolitą a Czechosłowacją, miał być m.in. obszarem, o którego przynależności miał zdecydować plebiscyt. Ostatecznie został zastąpiony przez funkcjonujący w Polsce powiat bielski.

## Podział na gminy
W latach 1868–1920. W nawiasie nazwy niemieckojęzyczne podane w spisie z 1910 roku:
Powiat sądowy Bielsko (Gerichtsbezirk Bielitz)
1. Aleksandrowice (Alexanderfeld)
2. Stare Bielsko (Alt Bielitz)
3. Komorowice Śląskie (Batzdorf)
4. Bystra Śląska (Bistrai)
5. Bronów (Braunau)
6. Czechowice (Czechowitz)[a]
7. Dziedzice (Dziedzitz)
8. Ligota (Ellgoth)
9. Jaworze (Ernsdorf)[b]
10. Jasienica (Heinzendorf)
11. Kamienica[c]
12. Międzyrzecze Dolne (Nieder Kurzwald)[d]
13. Międzyrzecze Górne (Ober Kurzwald)
14. Wapienica (Lobnitz)
15. Mazańcowice (Matzdorf)
16. Mikuszowice Śląskie (Nikelsdorf)[e]
17. Zabrzeg

Powiat sądowy Strumień (Gerichtsbezirk Schwarzwasser)
1. Bąków (Bonkau)[f]
2. Chybie (Chybi)
3. Drogomyśl (Drahomischl)[g]
4. Frelichów (Fröhlichhof)
5. Iłownica (Illownitz)
6. Landek
7. Mnich
8. Ochaby (Ochab)[h]
9. Pruchna
10. Rudzica (Riegersdorf)[i]
11. Miasto Strumień (Schwarzwasser Stadt)[j]
12. Zabłocie (Zablacz)
13. Zaborze (Zaborz)[k]
14. Zarzecze (Zarzicz)
15. Zbytków (Zbitkau)

Powiat sądowy Skoczów (Gerichtsbezirk Skotschau)
1. Dębowiec (Baumgarten)
2. Bielowicko (Bielowitzko)
3. Brenna
4. Godziszów (Godzischau)
5. Goleszów (Golleschau)
6. Grodziec (Grodzietz)
7. Górki Małe (Klein Gurek)
8. Górki Wielkie (Gross Gurek)
9. Harbutowice (Harbutowitz)
10. Hermanice (Hermanitz)
11. Iskrzyczyn
12. Kisielów (Kisielau)
13. Kiczyce (Kitschitz)
14. Kostkowice (Kostkowitz)[l]
15. Kowale (Kowali)
16. Kozakowice Dolne (Nieder Kozakowitz)
17. Kozakowice Górne (Ober Kozakowitz)
18. Łazy (Lazy)
19. Lipowiec (Lippowetz)
20. Łączka (Lonczka)
21. Międzyświeć (Miendzyswietz)
22. Nierodzim[m]
23. Pierściec (Perstetz)
24. Pogórze (Pogorz)
25. Roztropice (Rostropitz)
26. Simoradz (Schimoradz)
27. Miasto Skoczów (Skotschau Stadt)
28. Świętoszówka (Swientoszuwka)[n]
29. Miasteczko Ustroń (Ustron M.)
30. Wisła (Weichsel)[o]
31. Wieszczęta (Wieszczont)
32. Wilamowice (Willamowitz)
33. Wiślica (Wislitz)
34. Cisownica (Zeislowitz)[p]